# The Producers (1968)
The Producers (bra: Primavera para Hitler; prt: O Falhado Amoroso) é um filme estadunidense de 1968, uma comédia dirigida por Mel Brooks. 
Foi eleita pelo American Film Institute como uma das 100 melhores comédias de todos os tempos (11ª posição).

## Sinopse
Produtores da Broadway fracassados resolvem criar um plano para ganhar dinheiro: superfaturar um espetáculo, fazer com que seja um fracasso e só dure um dia, assim todo o dinheiro ficaria para eles. Mas tudo dá errado quando a peça se torna um sucesso.    

## Elenco
- Zero Mostel
- Gene Wilder
- Dick Shawn
- Kenneth Mars

## Recepção
No site agregador de críticas Rotten Tomatoes, 90% das 63 avaliações dos críticos são positivas. O consenso diz: “Uma sátira hilariante do lado do negócio de Hollywood (...) é um dos melhores, assim como filmes mais engraçados Mel Brooks, com performances de destaque por Gene Wilder e Zero Mostel."

## Premios e indicações

### Prêmios
Oscar
- Melhor roteiro original: 1969

### Indicações
Oscar
- Melhor ator coadjuvante: Gene Wilder (1969)

 Globo de Ouro
- Melhor ator - Comédia ou musical: Zero Mostel (1969)
- Melhor roteiro: 1969